# Histocidaris crassispina
Histocidaris crassispina is een zee-egel uit de familie Histocidaridae.
De wetenschappelijke naam van de soort werd in 1928 gepubliceerd door Theodor Mortensen.